# Eric Assmar
Eric Assmar é um guitarrista, cantor e compositor de blues do Brasil. Vencedor do Prêmio Caymmi de Música como "Melhor Instrumentista" (2015). Eric é filho do bluesman baiano Álvaro Assmar e tem três álbuns lançados em carreira solo: "Eric Assmar Trio" (2012), "Morning" (2016) e "Home" (2022)
Como músico e artista, já atuou ao lado de nomes como Álvaro Assmar, Marcelo Nova, Os Panteras , André Christovam  e Flávio Guimarães . Para além de seu trabalho como músico, Eric Assmar também é pesquisador, professor de guitarra blues, Doutor em Música (PPGMUS/UFBA) com pesquisa sobre perspectivas metodológicas do ensino da guitarra blues no Brasil (2019) e Mestre em Etnomusicologia, pela mesma instituição, com pesquisa sobre os discursos musicais e a trajetória do blues em Salvador (2014). O artista é formado em Licenciatura em Mùsica, pela Universidade Federal da Bahia (2010).
Eric Assmar também é produtor e apresentador do Educadora Blues, pela Rádio Educadora FM (emissora pública do estado da Bahia), programa idealizado pelo saudoso Álvaro Assmar,[carece de fontes?] que traz em sua programação lançamentos de blues no Brasil e no mundo.

## Discografia
- Eric Assmar Trio (2012)
- Morning (2016)
- Home (2022)